# Kyrie Kristmanson
Kyrie Kristmanson est une auteure-compositrice-interprète franco-canadienne née le 31 mars 1989 à Ottawa.

## Biographie
Kyrie Kristmanson commence à apprendre la guitare dès l'âge de 9 ans, puis la trompette à 13 ans. Elle est remarquée en 2006 sur la scène du Winnipeg Folk Festival, au Canada, et sort son premier album, autoproduit, en 2007 (The Kyrie K Groove). Elle remporte cette même année le prix de la meilleure jeune interprète pour cet opus lors des Canadian Folk Music Awards.
Elle quitte alors le Canada pour la France, où elle poursuit des études de musique à l'Université Lumière Lyon. En parallèle, Kristmanson sort son deuxième album, Pagan Love (2008). Après la promotion de ce disque et une tournée en première partie de Emilie Loizeau, l'artiste publie un nouvel album, Origin of Stars (2010), mêlant folk, jazz et chant traditionnel.

## Discographie
- The Kyrie K Groove (2006)
- Pagan Love (2008)
- Origin of Stars (2010, No Format!)
- Modern Ruin (2015) avec le Quatuor Voce